# Groente-, fruit- en tuinafval

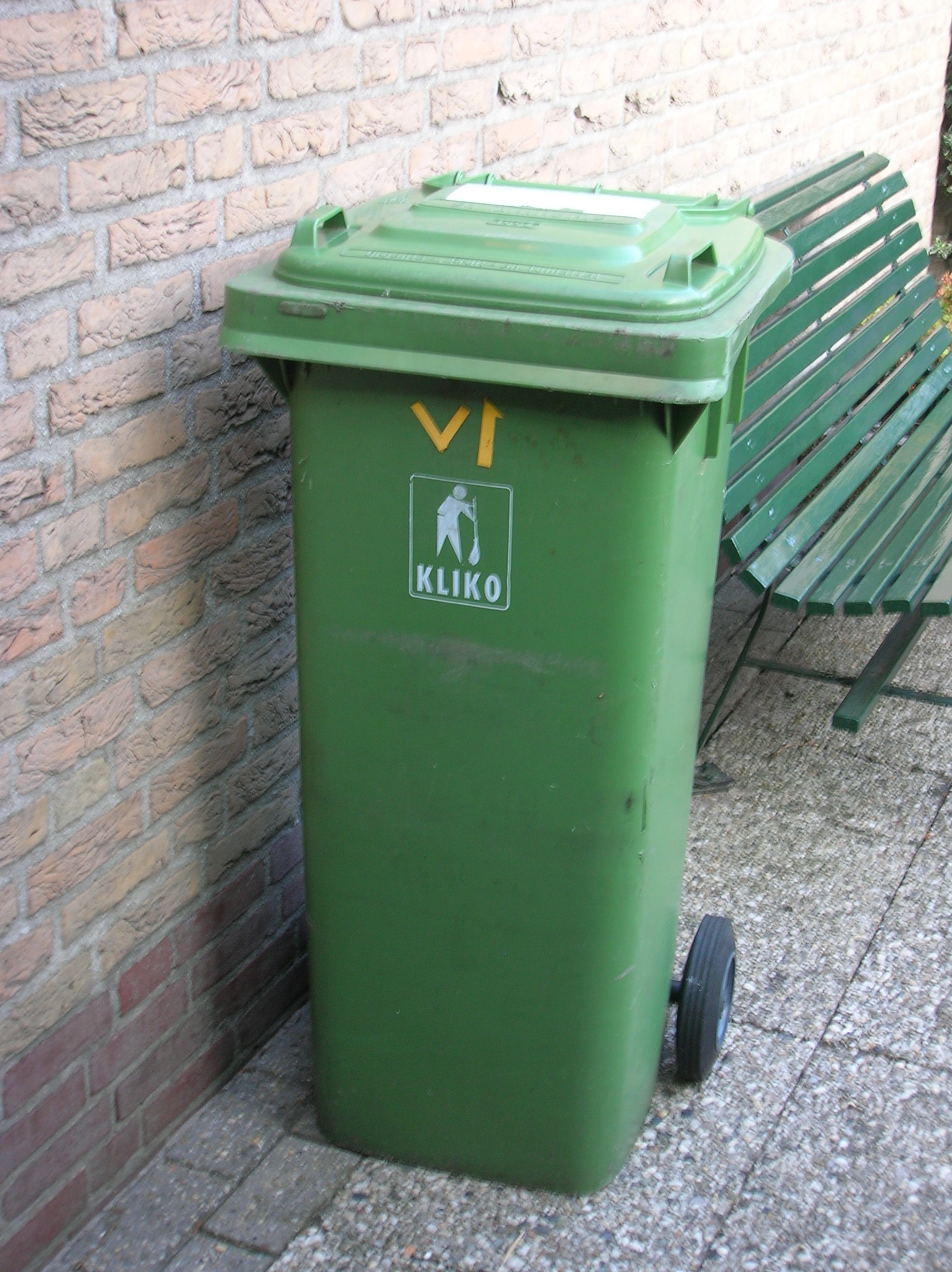
Een groene bak voor gft-afval

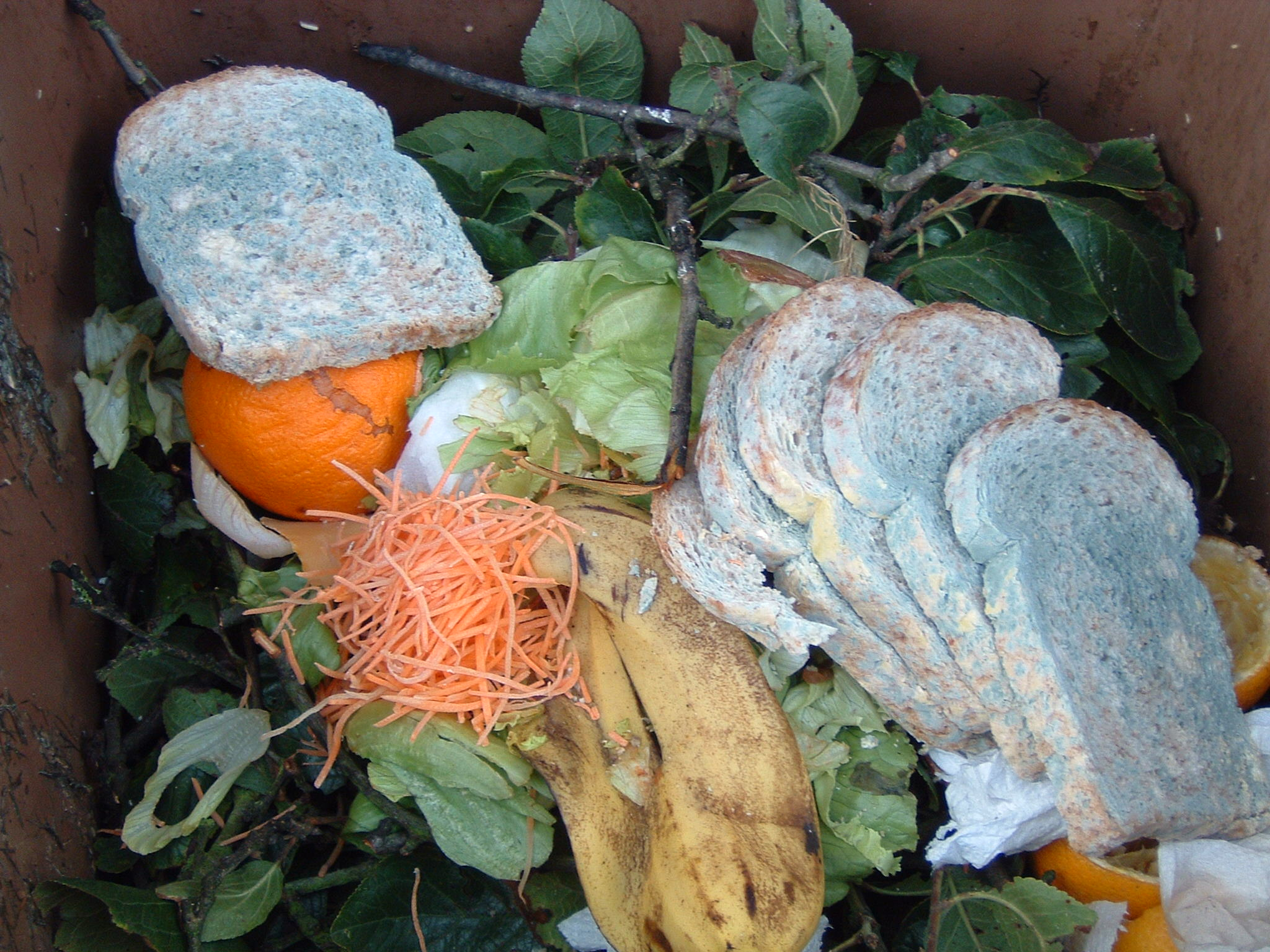
gft-afval

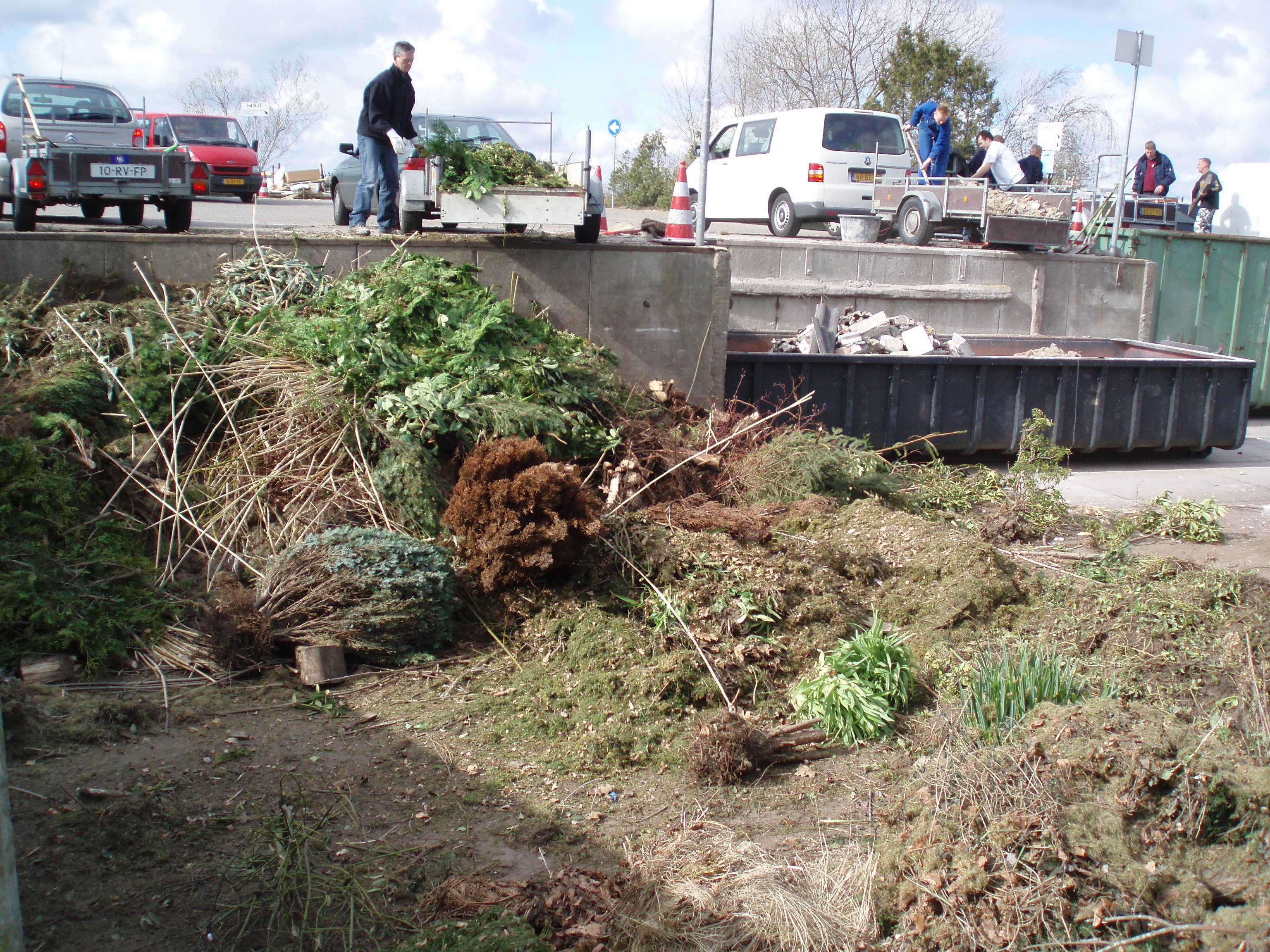
Gft-afval wordt gescheiden in een milieustraat

Groente-, fruit- en tuinafval ofwel gft is afval van huishoudens in de vorm van schillen en resten van groenten, fruit en aardappelen, resten van gekookt eten, vlees- en visresten (inclusief graten, schelpen en botjes), pinda- en notendoppen, eierschalen, plantaardige olie, gestold vet, onkruid, klein snoeiafval, gemaaid gras en bladeren. Het is een grondstof voor de land- en tuinbouwindustrie.

## Compost
Van puur gft-afval kan compost gemaakt worden. Het maken van schone en bruikbare compost is alleen mogelijk als het gft-afval niet vermengd is met ander afval. Liggen er andere producten op dezelfde hoop, dan raakt het gft-afval vervuild, bijvoorbeeld met zware metalen.
De volgende producten mogen in gft-afval terechtkomen:
- schillen en resten van groenten, fruit en aardappelen
- eierschillen
- pinda- en notendoppen
- plantaardige olie en gestold vet
- theezakjes (afhankelijk van het merk[1]) en filters met koffiedik
- brood en kaaskorsten (zonder plastic)
- onkruid, klein snoeiafval, gemaaid gras en bladeren
- snijbloemen en kamerplanten (zonder pot en aarde)
- kattenbakkorrels met milieukeur
- vlees- en visresten (inclusief graten, schelpen en botjes)
- resten van gekookt eten[2]
- keukenrol (met voedselresten)

De volgende afvalproducten zijn geen gft en mogen daar ook niet in terechtkomen:
- as uit asbak en open haard
- peuken
- vogelkooizand
- mest van kleine huisdieren
- (volle) stofzuigerzakken
- honden- en kattenharen
- luiers (zie opmerking hieronder)
- melk- en vruchtensappakken
- hout en dikke takken
- zand
- kattenbakkorrels zonder milieukeur

Wat precies in de gft-bak mag, verschilt per gemeente. Zo zamelen veel gemeenten ook niet recycleerbaar papierafval zoals luiers, slagerspapier, bevuilde papieren en kartonnen verpakkingen (zonder plastic of metaalfolie), inpakpapier, broodzakken, taartdozen, papieren zakdoekjes, huishoudpapier en servetten via de gft-bak in.

## Nederland
Groente, fruit- en tuinafval (gft) wordt in Nederland apart ingezameld en veelal verwerkt tot compost.
Begin jaren negentig bestond ongeveer de helft van het huishoudelijk restafval in Nederland nog uit groente-, fruit- en tuinafval, inmiddels is de hoeveelheid gedaald tot minder dan veertig procent (38% in 2011, 31% in 2018).In totaal gaat het om zo'n 1,469 miljard kilogram huishoudelijk gft-afval per jaar in 2017. Dat zijn behalve fruitschillen en groenteresten bijvoorbeeld ook theezakjes, visgraten, broodkorsten en klein snoeiafval. Van al het huishoudelijk gft-afval werd in 2017 60% gescheiden aangeleverd. Gft-afval wordt ook wel organisch afval genoemd. In de natuur verteren deze stoffen en dienen ze als voeding voor planten en dieren. Sinds januari 1994 moeten gemeenten in Nederland het gft-afval gescheiden inzamelen en laten verwerken tot compost. Daardoor hoeft er minder afval gestort of verbrand te worden en is de schade aan het milieu kleiner. De gemeente verstrekt speciale gft-bakken.
Van de ongeveer 600 miljoen kilo compost die in 2003 in de 25 Nederlandse composteerinstallaties geproduceerd wordt, gaat ruim de helft naar de land- en tuinbouw. Daar wordt het gebruikt als meststof en bodemverbeteraar. Ook wordt gft-compost gebruikt als potgrond, wat het afgraven van hoogveen in Oost-Europa en Ierland beperkt. Een klein deel van de geproduceerde compost gaat naar de groensector (parken en sportvelden) en naar particulieren. Ook wordt compost naar België en Duitsland geëxporteerd.

### Bedrijven
Bedrijven in Nederland zijn zelf verantwoordelijk voor het scheiden van hun afvalstoffen. Dat geldt dus ook voor gft. Bedrijven moeten op grond van de Wet milieubeheer een milieuvergunning hebben of ze vallen onder de algemene regels van de zogenaamde 8.40 AMvB's. Dat zijn Algemene Maatregelen van Bestuur die zijn gebaseerd op hoofdstuk 8.4 van de Wet milieubeheer. Voor bedrijven die vergunningplichtig zijn, kan de verplichting tot afvalscheiding in de vergunning staan.

## Vlaanderen
In Vlaanderen halen sommige gemeenten gft op met gft-bakken of met bioafbreekbare vuilniszakken.
Andere gemeenten stimuleren het thuiscomposteren en bieden hiervoor compostbakken en composteercursussen aan. Ook is het meestal mogelijk om het gft-afval te deponeren in een containerpark. Vanaf januari 2024 wordt gft-afval apart aanbieden in de meeste Vlaamse gemeenten verplicht.

## Stank in de gft-bak
Een gft-bak kan erg stinken, zeker in de zomer. Soms komen er vliegjes of maden (larven van vliegen) uit. De volgende maatregelen kunnen dit tegengaan:
- de container op een koele plek zetten;
- geen vochtig afval in de container deponeren, dit zo nodig eerst laten drogen;
- snel bedervende etensresten als vlees en vis in een krant verpakken en eventueel in de bak voor restafval deponeren als deze eerder wordt geleegd.
- de container regelmatig schoonmaken met water en eventueel groene zeep;
- een oude krant op de bodem leggen, dit vergemakkelijkt het legen van de bak. Ook speciale biozakken of papieren gft-zakken kunnen worden gebruikt;
- De gft-bak goed gesloten houden;
- gebruikmaken van een anti-stankdeksel.

Een alternatieve methode om stank in een bak die binnen staat tegen te gaan is om hem niet af te sluiten. Het gft-afval in de bak droogt snel uit en daardoor stinkt de bak niet. Ook de vorming van schimmels verloopt zonder deksel trager dan in een afgesloten bak.
glasafval ·
gft-afval ·
klein chemisch afval ·
kunststofafval ·
elektronisch afval ·
papier- en kartonafval ·
textielafval ·
restafval